# 1654 en France
Chronologie de la France
- 1650
- 1651
- 1652
- 1653
- 1654
- 1655
- 1656
- 1657
- 1658

Cette page concerne l’année 1654 du calendrier grégorien.

## Événements

### Février
- 2 février : Bossuet prêche à Metz le Sermon pour la vêture d’une nouvelle catholique[1].
- 16 février : arrivée du prince de Conti à Paris[2].
- 17 février : Conti, qui loge au baigneur Prudhomme pendant les quatre jours qui précèdent son mariage, mène Cosnac chez la reine. Première entrevue de Mlle Martinozzi et de Cosnac. Très froide[2].
- 21 février : six heures du soir, fiançailles de Conti avec Mlle Martinozzi. Le soir bal[2].
- 22 février : mariage du prince de Conti avec Mlle Anne Marie Martinozzi par l’archevêque de Bourges, Anne de Lévis de Ventadour[3]. On joue Le Cid au souper. Puis bal. Quatre jours de cérémonies. Anne Marie Martinozzi, avec le prince de Conti. Cette cérémonie est un gage de loyauté réciproque entre le prince de Conti et le cardinal Mazarin, après les troubles de la Fronde.
- 25 février : l’Espagne fait arrêter le duc de Lorraine à Bruxelles[4].

### Mars
- 20 mars : réponse à la Lettre d’une personne de condition, touchant les règles de la conduite des Saints Pères dans la composition de leurs ouvrages pour la défense des vérités combattues et de l’innocence calomniée, d’Antoine Arnauld[5].
- 21 mars :
  - à quatre heures et demie du matin, Jean-François de Gondi, oncle du cardinal de Retz, archevêque de Paris meurt. À 5 heures, le chapitre s’assemble. Retz n’a pas prêté serment, s’il ne le fait pas promptement l’archevêché est mis en régale. Un notaire apostolique, déguisé en garçon tapissier, pénètre au château de Vincennes et fait signer à Retz une procuration donnée à un prêtre, Pierre Labeur, pour que ce dernier puisse prendre en son nom possession de l’archevêché. Pierre Labeur, introduit, prête serment et prend possession de la cathédrale au nom de Retz ; le théologal proclame le nom du nouvel archevêque du haut du jubé. À 10 heures, le secrétaire d’État, Le Tellier, arrive à son tour. Il veut signifier au chapitre que, Retz n’ayant pas prêté le serment de fidélité requis, le siège est considéré comme vacant et le diocèse mis en régale. Apprenant ce qui vient de se passer, il ne peut que se retirer. Un exempt et des archers occupent l’archevêché. Le même soir, le chapitre fait une démarche infructueuse au Louvre en faveur de Retz[3].
  - le roi, suivi des ducs de Guise, Joyeuse, d’Épernon, de Candale, des maréchaux de Gramont, du Plessis-Praslin, de l’archevêque de Reims et de l’évêque de Beauvais se déplace au parlement de Paris pour ordonner que Condé soit jugé par défaut[2].
  - Bossuet prononce le Premier Panégyrique de saint Benoît[6].
- 25 mars (à la Notre Dame de mars) : Saler (un brave et honnête garçon que je connois, il y a longtemps), est envoyé par Condé, pour faire savoir à Mademoiselle qu’il n’est pour rien dans l’arrestation du duc de Lorraine. Il séjourne huit jours à Saint-Fargeau[7].
- 27 mars : un arrêt du Conseil interdit de reconnaître l’autorité des chanoines Chevalier et Lavocat, vicaires généraux désignés par Retz pour administrer le diocèse[8].
- 28 mars :
  - en présence du roi et des pairs de France, les chambres du Parlement assemblées condamnent le prince de Condé, qui est déchu du nom de Bourbon, à la peine capitale pour haute trahison[3]. Viole, Lenet, de Persan, Marsin sont convaincus de lèse-majesté et de félonie et condamnés à avoir la tête tranchée. En attendant, ils sont exécutés en effigie, place de Grève. Lenet, secrètement à Paris, a trouvé que son effigie n’était pas trop ressemblante[2].
  - abattu par quinze mois de détention et découragé par l’hostilité persistante du pouvoir royal à son égard, Retz signe sa démission d’archevêque de Paris et la remet entre les mains du premier président Pomponne de Bellièvre[9]. En échange de son siège, il obtient les revenus de sept abbayes pour pouvoir vivre à Rome selon son rang. Après avoir signé sa démission, Retz est transféré le 30 mars de Vincennes à Nantes sous bonne garde[3]. Il donne à La Meilleraie sa parole de ne pas s’échapper[8]. Selon lui, cette promesse n’est valable que pour la durée du voyage. Pour La Meilleraie la promesse couvre la totalité du séjour à Nantes. D’avril à juillet, Retz réside au château de Nantes, sous la surveillance du maréchal de La Meilleraie, en attendant la confirmation de son successeur par le pape. Il dispose d’un appartement dans le château, utilise les services d’un nombreux personnel, peut se promener sur les remparts et recevoir des visites. Mais le pape Innocent X refuse d’entériner sa démission de l’archevêché de Paris. Mazarin, persuadé que la résistance du pape ne peut s’expliquer que par les intrigues des agents de Retz, à Rome, l’abbé Charrier, dit Charrier le Diable, et l’écuyer Malclerc, envisage le transfert du prisonnier à Brest ou à Brouage[10]. Les amis de Retz lui conseillent de s’évader. Son secrétaire, Guy Joly, imagine le scénario de la fuite[11].
  - Fouquet échange avec Mme de Beauvais des immeubles situés rue de Jouy et rue Saint-Antoine contre une propriété à Saint-Mandé[12]. Fouquet n'y séjourne que trois ans, de 1655 à 1658.
  - trente-huit évêques sont réunis à Paris pour examiner la distinction du droit et du fait, formulée par Antoine Arnauld, sur la condamnation des cinq propositions par le pape. Ils déclarent que la bulle d’Innocent X a condamné les cinq propositions comme étant dans l’Augustinus et au sens donné par Jansenius. Le pape confirme cette décision par un bref du 29 septembre[13].
- Printemps : Adresse à l’illustre Académie parisienne de mathématiques, animée par Jacques Le Pailleur et Traités de l’équilibre des liqueurs et de la pesanteur de la masse de l’air de Pascal[14].

### Avril
- 1er avril : début d’une période de stabilité de la monnaie qui ne subit aucune dévaluation jusqu’au 31 décembre 1689[15].
- 8 avril : Fouquet achète la seigneurie de Moulins-Neufs à Lézigné près de Durtal[16] pour, dit Petitfils, « se laver de la roture des marchands d’Angers ».
- 27 avril : émeutes à Bourges dirigées par le couvreur Crochet contre la maison du lieutenant-général du Berry Claude Biet et celle du receveur des tailles Chenu. Le maire et les échevins parviennent à calmer la sédition. Crochet est arrêté[17].

### Mai
- 30 mai : la Cour part de Paris pour Reims[7].

### Juin
- 5 juin : décès de Charles-Jacques de Gélas de Léberon, évêque, depuis 1623, et comte de Valence et de Die. L’apprenant quelques jours plus tard, Cosnac, qui convoite cet évêché, le réclame, via la princesse de Conti, à Mazarin, mais ce dernier lui offre Saint-Flour. Cosnac refuse et le lendemain, devant son insistance, Mazarin cède et accepte de lui donner Valence[2].

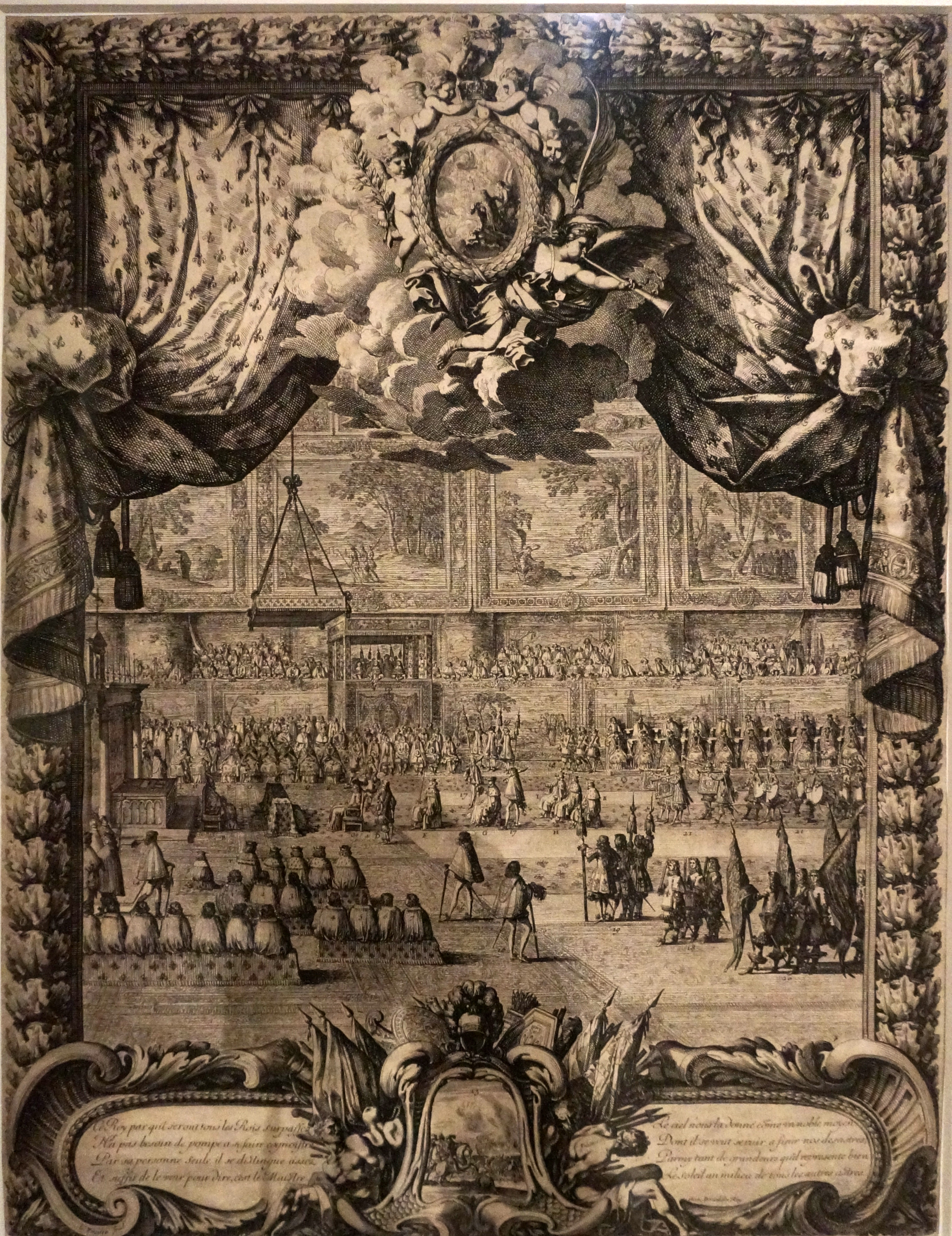
Sacre de Louis XIV, gravure de Jean Lepautre.

- 7 juin : sacre de Louis XIV à Reims[3]. Gaston de France refuse d’y assister[7].
- 19 juin : début du siège de Stenay par Fabert[18].
- 20 juin : les nouveaux-chrétiens de Bayonne acquièrent leur premier cimetière[19] ; dans le sud-ouest, les séfarades obtiennent le droit d’édifier leurs synagogues vers 1660-1680 et possèdent de plus en plus dès 1650-1660 leurs propres cimetières (Bayonne-Saint-Esprit, Peyrehorade, Bidache, Labastide-Clairence, puis Bordeaux à partir de 1720)[20].
- 21 juin : Jean-Dominique Ithier moine Cordelier, ami de Cosnac, qui a échappé de peu à une condamnation à mort à Bordeaux un an plus tôt, est évêque de Glandèves[2].
- 24 juin : Cosnac prêche à l’église des Minimes à Rethel (où est la cour) devant le roi, pour montrer que l’on donne un évêché au mérite. Mazarin lui remet son brevet d’évêque de Valence : « le roi vous fait maréchal de France sur la brèche »[2].
- 28 juin : la cour part vers Sedan[7].

### Juillet
- 1er juillet : déclaration de Louis XIV ordonnant la fabrication d’une monnaie de cuivre, le liard[21].
- 3 juillet : les Espagnols se présentent devant Arras[18].
- 22 juillet : Cosnac est nommé par lettres patentes conseiller du roi en ses Conseils[2].
- 29 juillet et 24 août : correspondance de Pascal avec Fermat sur la « règle des partis »[22]. Pascal compose alors le Traité du triangle arithmétique[23].

### Août
- 6 août : prise de Stenay en présence de Louis XIV[3].
- 8 août : peu après cinq heures de l’après-midi, Retz réussit à s’enfuir du château de Nantes[3]. Pendant que ses valets font boire les gardes, il enfourche un palonnier de carrosse fixé à une corde et se fait descendre le long de la muraille. Des complices l’attendent, qui le font monter à cheval et l’entraînent. Mais il fait une chute et se brise l’épaule. Vers 7 heures, il franchit la Loire près d’Oudon. Il passe la nuit couché dans une meule de foin, puis caché dans une grange[24].
- 9 août : Retz arrive à Beaupréau, duché apporté par sa cousine, chez son cousin par alliance, le duc de Brissac. Il y dicte trois lettres, l’une révoquant sa démission d’archevêque de Paris, les deux autres au chapitre de Notre-Dame et aux curés de la capitale. Il affirme que sa démission d’archevêque lui a été extorquée par la force[24].
- 11 août : Retz, escorté par les fidèles du duc de Brissac et par ceux de son frère aîné Pierre de Gondi, duc de Retz, il arrive à Machecoul[25]. Le vieux duc de Retz, le chef de la branche aînée, craint les représailles de La Meilleraie et lui conseille de ne pas révoquer sa démission. Ses arguments ne sont pas attendus[26]. (Il y a deux ducs de Retz de 1633 à 1659 : Henri de Gondi, cousin du cardinal, et Pierre de Gondi, son frère aîné. En effet, par privilège spécial, le chef de chacune des deux branches de la maison de Gondi peut porter le titre ducal.)
- 13 août : retour de la cour vers Péronne après être allée assister à la prise de Stenay[7].
- 14 août : à Péronne, Mazarin apprend l’évasion de Retz, tandis qu’à Paris le chapitre de Notre-Dame se félicite de l’événement et fait chanter un Te Deum[26].
- Nuit du 14 au 15 août : Retz, accompagné d’une trentaine de fidèles, s’embarque sur une chaloupe, à l’embouchure du Falleron et va mouiller au Croisic[25].
- 17 août : vers 11 heures du matin, Retz aborde à Belle-Île, fief de sa famille[26]. Île qui sera aussi le fief d’un autre proscrit, Fouquet. Pendant ce temps, les soldats de La Meilleraie occupent Machecoul, la terre du frère aîné du fugitif.
- 22 août : arrêt du Conseil déclarant vacant l’archevêché de Paris et ordonnant au chapitre de désigner quatre nouveaux vicaires généraux (les chanoines s’exécuteront le 28 août)[27]. Exil du père de Retz en Auvergne.

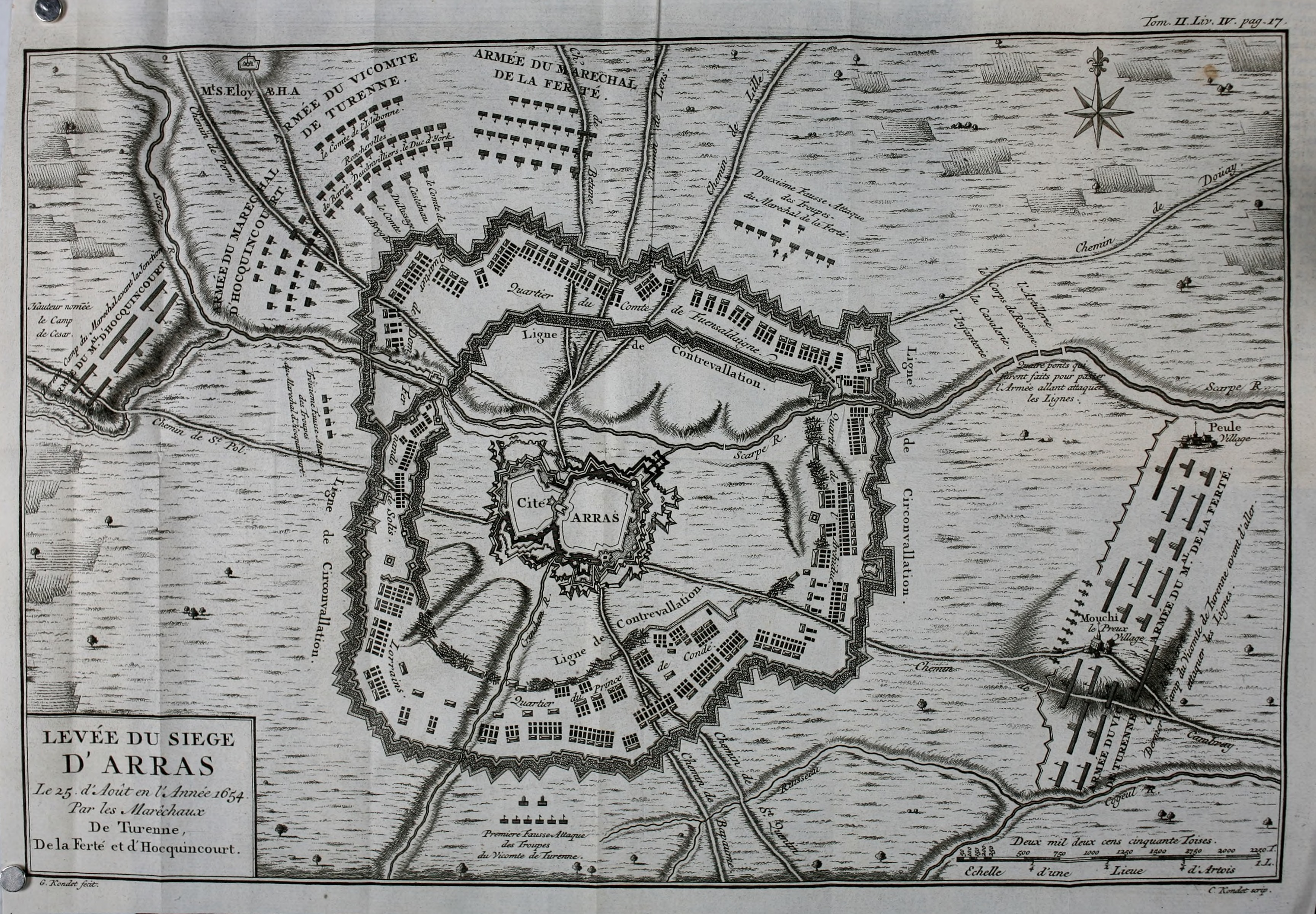
25 août : secours d’Arras.

- 25 août : le siège d’Arras par les Espagnols assistés de Condé est levé, le roi de France y a concentré de nombreuses troupes (Maréchaux de La Ferté, Turenne, d’Hocquincourt) pour secourir la forteresse. C’est le moment fort de cette campagne. Turenne a battu les Espagnols et Condé qui assiégeaient la ville[3].
- 26 août : un arrêt du parlement ordonne que Mademoiselle « rentre dans sa terre de Champigny, et rende à M. de Richelieu Bois-le-Vicomte et la Vernalière »... « mais que M. de Richelieu aurait en définitive son recours contre M. Gaston d’Orléans, tuteur de Mademoiselle, qui, dans l’échange fait avec feu le cardinal de Richelieu, s’était engagé à la garantie en son propre et privé nom ». Gaston d’Orléans, qui avait fait l’échange avec le cardinal de Richelieu en juillet 1635 pendant la minorité de sa fille, fait appel et l’arrêt est annulé avril 1657 grâce au plaidoyer de l’avocat Denis Talon[28].
- 27 août : Bossuet est nommé grand-archidiacre du chapitre de Metz[6].
- 29 août : les chanoines de Paris, attachés à Retz, exécutent l’ordre royal et désignent quatre nouveaux vicaires généraux[27].

### Septembre
- 9-12 septembre : Retz quitte Belle-Île, avec quatre compagnons, dans une barque de pêcheurs, puis débarque à Saint-Sébastien. Il rencontre le baron de Vatteville, gouverneur de Guipuzcoa, informée de son arrivée par une lettre du 4 septembre. Vatteville avertit aussitôt le gouvernement de Madrid. Retz passe le reste du mois de septembre à Saint-Sébastien. Il soigne son épaule, refuse de se rendre à Madrid ou de rejoindre Condé aux Pays-Bas espagnols. Il demande seulement l’autorisation de traverser l’Espagne pour se rendre à Rome[29].
- 18 septembre : Mazarin est averti du séjour de Retz en Espagne[30].
- 21 septembre : Mazarin ordonne au Parlement de faire le procès de Retz comme criminel de lèse-majesté[31].
- 27 septembre : mort du chevalier de Guise, des suites de la blessure, dont parle Mademoiselle : « M. de Joyeuse fut blessé en une occasion, deux jours avant l’attaque des lignes d’Arras, au bras, qu’il eut cassé. Il servoit à sa charge de colonel de la cavalerie, qu’il avoit eue par la mort de son beau-père. On l’apporta à Paris, où il fut longtemps malade, et mourut sur la fin de septembre en 1654. »[7]. Louis Joseph de Lorraine devient duc de Joyeuse. Sur Louis de Lorraine, duc de Guise (11 janvier 1622-27 septembre 1654), Mazarin : « Il est léger et capable de se jeter à tort et à travers dans toute mauvaise affaire. »[32] Il avait épousé Marie de Valois, fille unique et héritière de Louis-Emmanuel, duc d’Angoulême.

### Octobre
- 1er octobre :

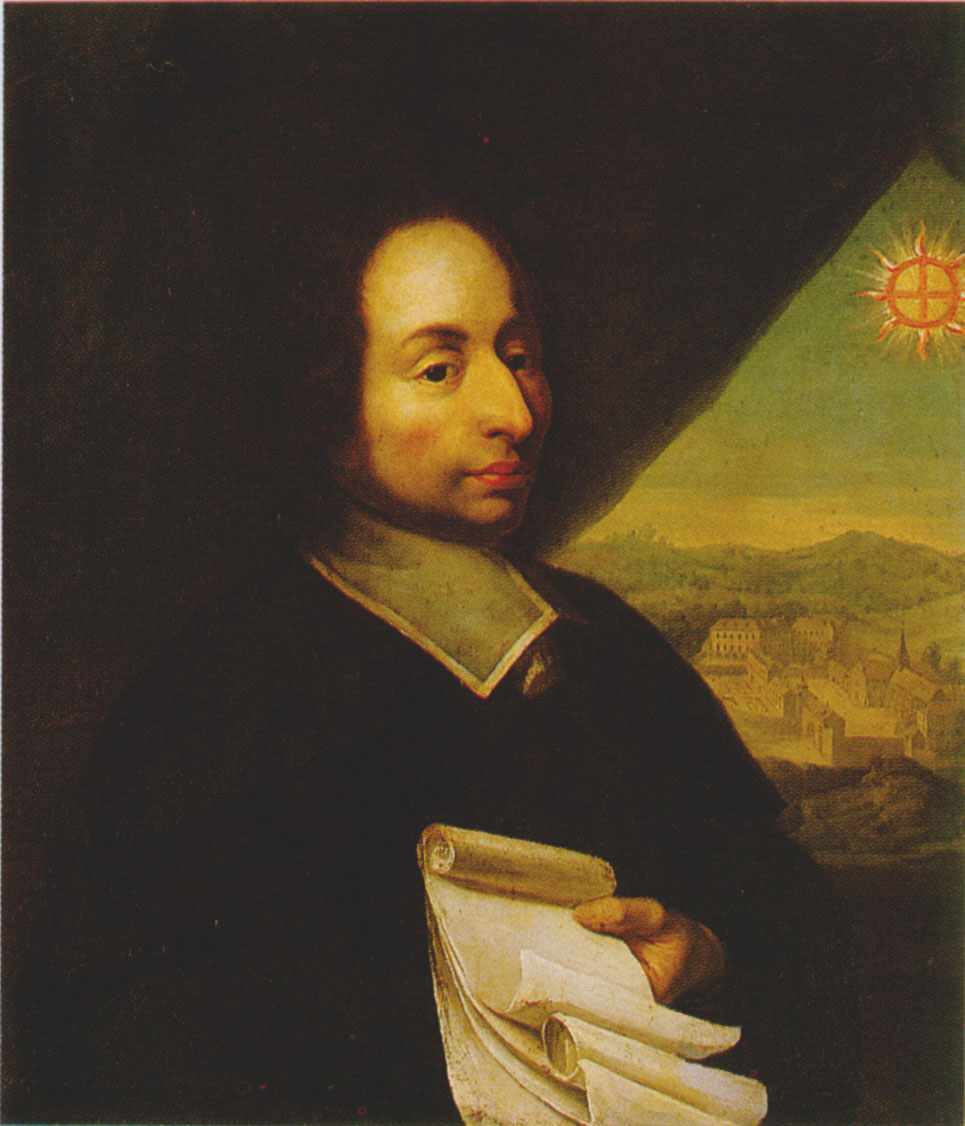
Blaise Pascal

  - Pascal s’installe rue des Francs-Bourgeois-Saint-Michel (aujourd’hui le 54 de la rue Monsieur-le-Prince) ; ce sera son dernier domicile[33].
  - Retz se met en route dans une litière offerte par le roi d’Espagne. Il passe par Tolosa, Pampelune, Tudela (où il reste bloqué trois jours par une émeute), Saragosse (où il visite la basilique de Notre-Dame del Pilar)[34].
- 14 octobre : Retz arrive à Vinaroz, port situé au sud de l’embouchure de l’Èbre. Il embarque sur une galère de l’escadre espagnole de Naples et appareille vers six heures du soir[34].

### Novembre
- 1er novembre : Monsieur, à son habitude, séjourne à Orléans pour la Toussaint[7].
- 3 novembre : après avoir traversé la Méditerranée occidentale, par Palma, Port-Mahon, le détroit de Bonifacio et l’île d’Elbe, Retz débarque à Piombino. Bien reçu par le grand-duc de Toscane, Ferdinand II, il se rend à Florence et à Sienne avant de prendre le chemin de Rome[34].
- 23 - 24 novembre : « nuit de feu » de Pascal, qui vit une révélation mystique intense « Depuis environ dix heures et demie du soir jusques environ minuit et demi ». Il rédige un Mémorial, véritable dialogue avec Dieu, qu’il coud dans la doublure de ses vêtements. « Oubli du monde et de tout, hormis Dieu. Il ne se trouve que par les voies enseignées par l’Évangile. »  Cette nuit du mémorial marque la « seconde conversion » de Pascal[35].
- 24 novembre : mort du marquis de Plessis-Bellière des suites d’une blessure reçue le 17 lors du débarquement du duc de Guise à Castellammare en Italie[36]. Il était le mari de Suzanne de Bruc, amie fidèle de Fouquet et Précieuse.
- 28 novembre : Retz arrive à Rome et s’installe chez son ami l’abbé Charrier. Le lendemain, le pape Innocent X lui donne audience, l’assure de sa protection et lui accorde de quoi vivre[26]. Mais les cardinaux de la faction de France lui témoignent leur hostilité.
- 30 novembre (date incertaine) : départ de la princesse de Conti et de Cosnac pour la Catalogne où ils doivent rejoindre le prince de Conti. Ce départ avait été différé du 12, à la suite d’une chute de cheval de la princesse le 9. Ils le rejoignent à Remoulins[37].

### Décembre
- 2 décembre : Innocent X remet à Retz le chapeau de cardinal[38].
- 4 décembre : les statuts de l’Académie royale de peinture et de sculpture sont augmentés de 21 articles. Le 28 décembre, le roi accorde à l’Académie la galerie du Collège royal[39].
- 12 décembre : dans une lettre qui énumère les cabales et les crimes politiques de Retz, Louis XIV demande au pape d’instruire le procès du cardinal factieux[30].
- 14 décembre : Retz riposte par une lettre circulaire aux cardinaux, archevêques et évêques de France, datée de Paris et répandue dans tout le royaume[40]. Dans cette lettre, dont il ne parle pas dans les Mémoires, il proteste contre le traitement qui lui a été infligé et il met en accusation le pouvoir royal. Éloquent et passionné, son texte a profondément blessé Louis XIV et Mazarin qui l’ont fait condamner à être brûlé — le texte — par la main du bourreau[30]. Une fois de plus, Retz est allé trop loin et n’a réussi qu’à aggraver son cas.
- 10 décembre : mort à Pézenas du poète et écrivain Jean-François Sarrasin, peut-être empoisonné par un mari jaloux (ou le 5 décembre) ; Conti nomme le lendemain Guilleragues à la charge de secrétaire de ses commandements[41].
- 24 décembre : séparation des fonctions entre Abel Servien (qui s’occupe seul des dépenses) et Fouquet (qui s’occupe exclusivement des recettes)[42].